# Mochila portabebés

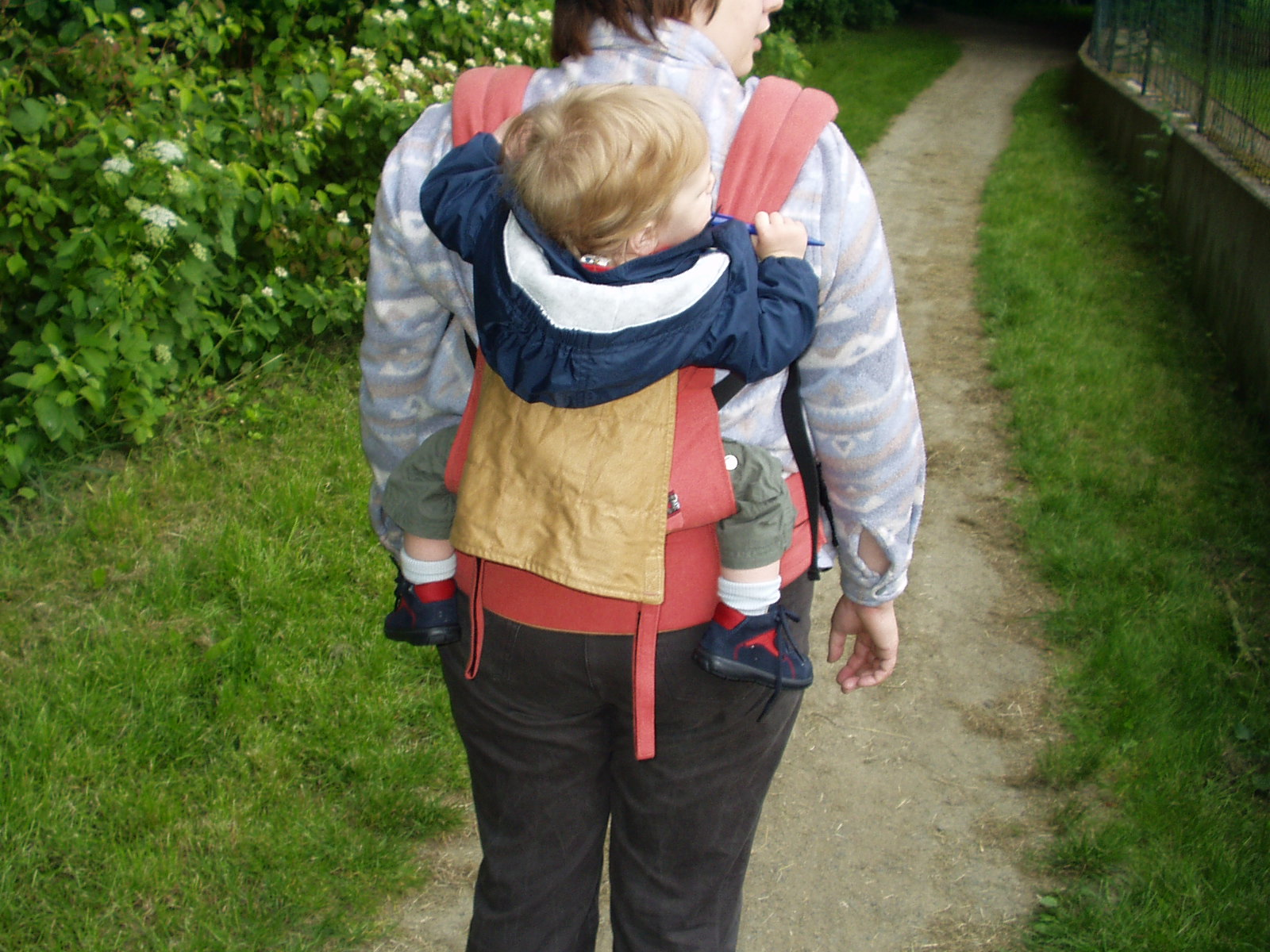
Ejemplo de mochila portabebés.

Una mochila portabebés es una especie de mochila utilizada para llevar al bebé sujeto al cuerpo, quedando libres las dos manos del portador. Se usan para bebés recién nacidos (mínimo 3,5 kg y 53 cm) hasta que alcanzan un peso de 11 kg. La mochila portabebés facilita el día a día para los padres con bebés puesto que pueden llevar su hijo sujetado al cuerpo a la vez que tiene las manos libres para realizar otras tareas.
La mochila portabebés aporta el apoyo correcto tan necesario para la espalda y el cuello del bebé. Colgando en posición vertical con la cara hacia el cuerpo del portador le permite libertad de movimiento y puede tener contacto visual con su madre o padre. Esto ayuda a desarrollar el vínculo afectivo entre el bebé y sus padres a la vez que le facilita a la madre dar el pecho al bebé de una manera muy discreta. 
Entre los seis y los doce primeros meses de vida, el sistema vestibular es muy sensible a la estimulación. En la mochila porta bebé los bebés pueden desarrollar el sentido del equilibrio y al moverse en sincronía con el padre o la madre potencia su desarrollo psicomotriz, debiendo mantener tan solo el control de sus brazos y piernas.
Cuando el bebé crece y tiene más fuerza en el cuello se puede doblar el apoyo del cuello y llevarle mirando hacia delante para que pueda ver lo que pasa a su alrededor. Algunos modelos permiten al portador dejar el bebé dormido en la cuna con unos simples clicks que simplemente sueltan la parte que sujeta al bebé, sin que el portador tenga que quitarse la mochila porta bebé entera. Existen también portabebés musicales, equipados con pequeños altavoces, que pretenden aprovechar el porteo para estimular o tranquilizar al bebé, según el tipo de música.